# Ibrahima Koné
Ibrahima Koné (26 de julho de 1969) é um ex-futebolista profissional marfinense que atuava como meia.

## Carreira
Ibrahima Koné se profissionalizou no Africa Sports.

## Seleção
Ibrahima Koné integrou a Seleção Marfinense de Futebol na Copa Rei Fahd de 1992, na Arábia Saudita.